# Lama di Castellaneta
A Lama di Castellaneta egy folyó Olaszország Puglia régiójának déli részén. A Murgia-fennsík déli részén ered, majd Sant'Andrea Grande mellett a Lama di Laterzával egyesülve a Lato néven folyik tovább.